# The Witcher (sèrie de televisió)
The Witcher és una sèrie de televisió de drama fantàstic creada per Lauren Schmidt Hissrich per a Netflix, basada en la sèrie de llibres homònima de l'escriptor polonès Andrzej Sapkowski. Ambientada en una terra de ficció d'inspiració medieval coneguda com el Continent, The Witcher explora la llegenda de Geralt de Rivia, Yennefer de Vengerberg i la princesa Ciri. És protagonitzada per Henry Cavill, Anya Chalotra i Freya Allan. S'ha subtitulat al català.
La primera temporada, que consta de vuit episodis, es va publicar a Netflix el 20 de desembre de 2019. Es va basar en Ostatnie życzenie i Miecz przeznaczenia, que són col·leccions de contes que precedeixen a la saga principal de Wiedźmin. La segona temporada, que també consta de vuit episodis, es va estrenar el 17 de desembre de 2021. El setembre de 2021, Netflix va renovar la sèrie per a una tercera temporada, també composta de vuit episodis, publicada en dos volums el 29 de juny i el 27 de juliol de 2023. Això va anar seguit d'una quarta temporada, amb Liam Hemsworth fent-se càrrec del paper de Geralt de Rivia. L'abril de 2024, la sèrie es va renovar per a la seva cinquena i última temporada.
El 23 d'agost de 2021 es va estrenar una pel·lícula d'animació d'origen, The Witcher: Nightmare of the Wolf. Una minisèrie preqüela, The Witcher: Blood Origin, es va estrenar el 2022.